# Avenida Independencia

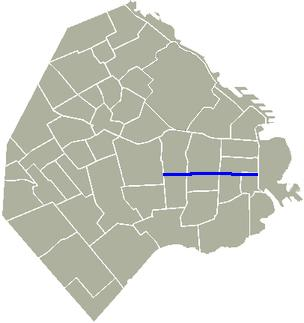
Lage der Avenida Independencia in Buenos Aires

Die Avenida Independencia ist eine der wichtigsten Hauptverkehrsstraßen in der argentinischen Hauptstadt Buenos Aires. Ihr Name erinnert an die Unabhängigkeit von Spanien. 

## Beschreibung

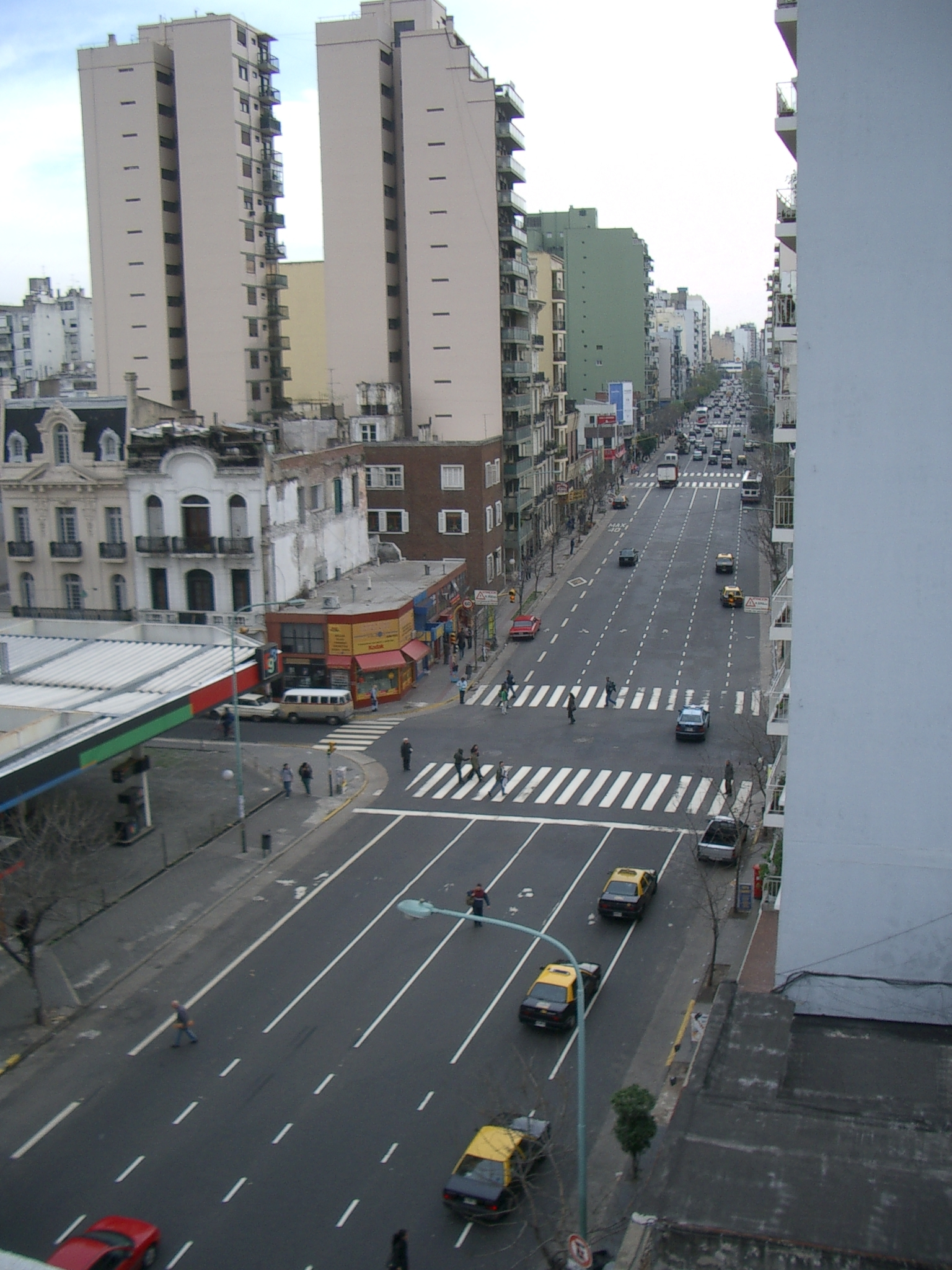
Blick in die Avenida Independencia

Die Avenida Independencia ist knapp fünf Kilometer lang, verläuft in ost-westlicher Richtung und durchquert dabei folgende Stadtteile: San Telmo, Constitución, Montserrat, Balvanera und San Cristóbal, Boedo und endet dann in Almagro.
Sie beginnt an der Avenida Ingeniero Huergo und endet an der Avenida La Plata. Dabei werden folgende wichtige Straßen überquert: Avenida Paseo Colón, Avenida 9 de Julio, Avenida Entre Ríos, Avenida Jujuy und die Avenida Boedo.